# Art Buchwald
Arthur Buchwald (Mount Vernon, 20 de outubro de 1925 – Washington D.C, 17 de janeiro de 2007) foi um humorista norte-americano que ficou célebre pela sua coluna no The Washington Post. Esta coluna focava-se na sátira política, e servia como expressão para as suas opiniões. Recebeu o Prémio Pulitzer de Comentário em 1982. Em 1986 foi eleito para a "American Academy and Institute of Arts and Letters".
Buchwald também ficou conhecido pelo processo que ele e o seu sócio Alain Bernheim instauraram contra a Paramount Pictures em 1988 motivado pela controvérsia com o filme de Eddie Murphy, "Coming to America". Buchwald alegava que a Paramount lhe roubara o guião. Ele ganhou e aceitou um pedido de acordo da Paramount. O caso serviu de argumento para um livro de 1992 intitulado "Fatal Subtraction: The Inside Story of Buchwald V. Paramount" por Pierce O'Donnell e Dennis McDougal.
Em fevereiro de 2006 recorreu, ele próprio, a um hospital de Washington, D.C. devido à falência renal de que era vítima. Em Julho desse ano teve alta e voltou para a sua casa de Verão, "Martha's Vineyard", onde escreveu um livro sobre os cinco meses que passou no hospital: "Too Soon to Say Goodbye".

## Biografia
Art Buchwald nasceu numa família de judeus alemães, filho de Joseph Buchwald e de Helen Buchwald, que acabou por passar 35 anos num hospital psiquiátrico e raramente viu o filho. Ele teve três irmãs: Alice, Edith e Doris. Quando os negócios da família faliram como consequência da grande depressão, o pai de Buchwald internou-o no "Hebrew Orphan Asylum", em Nova York. Buchwald foi transferido entre várias casas de acolhimento, incluindo uma hospedaria para crianças doentes em Queens, onde esteve até aos 5 anos de idade. O pai e as irmãs reuniam-se e viviam ocasionalmente numa comunidade residencial de Forest Hills, Queens. Buchwald não se formou no liceu de Forest Hills, acabando por fugir de casa aos 17 anos.
Durante a Segunda Guerra Mundial quis alistar-se na marinha dos Estados Unidos, mas era demasiado novo para fazê-lo. Subornou então um alcoólico, com whisky, para que este assinasse como seu representante legal. Entre Outubro de 1942 e Outubro de 1945, serviu a marinha na 4th Marine Aircraft Wing. Passou dois anos no teatro de guerra do Pacífico, e foi dispensado como sargento.
No seu regresso matriculou-se na Universidade do Sul da Califórnia (USC), em Los Angeles, no G.I. Bill (programa para veteranos da Segunda Guerra Mundial). Na USC foi editor da revista do campus "Wampus"; Escreveu também uma coluna para o jornal universitário, o "Daily Trojan".
Em 1948 deixou a USC, sem ter conseguido uma graduação, e comprou um bilhete só de ida para Paris. Conseguiu trabalhos eventuais como correspondente da revista Variety, em Paris. Em janeiro 1949, ficou com uma coluna de divulgação, para a edição europeia do New York Herald Tribune, intitulada "Paris After Dark". Era constituída por informações da vida nocturna parisiense. Buchwald foi contratado e juntou-se à equipa editorial. Em 1951 iniciou uma outra coluna: "Mostly About People". A coluna de 1953, na qual Buchwald explicava o Dia de Acção de Graças aos franceses era reimprimida em todos os Novembros. A coluna de Buchwald rapidamente recrutou leitores de ambos os lados do Atlântico. Na edição de 24 de Agosto de 1959, a revista TIME, ao rever a história da edição europeia do New York Herald Tribune, considerou a coluna de "qualidade institucional".
Nesta época, em Paris, conheceu e entrevistou Elvis Presley, durante um fim de semana que este passou no Prince de Galles Hotel, incluindo-o no seu livro: "I'll always have Paris". Foi também algures entre 1948 e 1951 que surgiram os rumores de que Buchwald tivera um breve caso amoroso com Marilyn Monroe. Este caso, se realmente existiu, durou apenas algumas semanas. Foi dito que Buchwald introduziu Marilyn ao Judaísmo (ao qual ela se converteu mais tarde). Marilyn foi a base para uma personagem da novela "A Gift From The Boys" publicada em 1958.
Buchwald voltou aos Estados Unidos da América em 1962 e foi associado pelo Tribune Media Services. A sua coluna apareceu em mais de 550 jornais no seu auge e publicou mais de 30 livros ao longo da vida.
Em 1967, colaborou com o cineasta francês Jacques Tati no roteiro de seu filme Playtime no qual escreveu os diálogos em inglês.
Em 1982, a coluna de Buchwald venceu o Prémio Pulitzer de Comentário pela crítica.
Buchwald e a sua esposa adoptaram três crianças e viveram em Washington D.C..

### Doença e Morte
Em 2000, aos 74 anos de idade, Buchwald sofreu um derrame cerebral que o deixou no hospital durante dois meses.
Em 16 de Fevereiro de 2006, a Associação de Imprensa comunicou que uma das pernas de Buchwald havia sido amputada em decorrência de problemas circulatórios.
Durante a sua permanência no hospital convidou Diane Rehm para entrevistá-lo naquilo que os funcionários do hospital chamaram de "revisão de vida", que serviu também como oportunidade para despedir-se de sua audiência. Durante a transmissão do espetáculo, que foi para o ar no dia 24 de Fevereiro de 2006, revelou a decisão de parar com a hemodiálise que havia iniciado para tratar da insuficiência renal secundária aos diabetes mellitus. Ainda que demonstrasse alguma nebulosidade mental de quando em vez, o seu humor e charme manteve-se evidente durante a entrevista.
Após a entrevista com Diane, Buchwald relatou que amigos e conhecidos haviam feito contato para lhe agradecerem e se despedirem. Ele e a entrevistadora iriam encontrar-se novamente em 7 de Junho de 2006, numa nova entrevista.
Buchwald foi mais tarde entrevistado por Miles O'Brien da CNN. Nessa entrevista falou de seu desejo de que os médicos não o salvassem caso entrasse em coma, descrevendo um sonho no qual estava à espera da sua "viagem final", mas o voo era cancelado e ele ficava com a viagem em suspenso. Ele interpretou isso como não sendo ainda tempo para morrer. Nessa data ainda escrevia a sua coluna periódica.
Depois, Buchwald foi entrevistado por Chris Wallace da FOX News para a edição de Domingo, 14 de Maio de 2006. Estranhamente, seus rins recomeçaram a funcionar, o que possibilitou a volta à sua casa de Verão "Martha's Vineyard", onde completou o livro "Too Soon To Say Goodbye".
A 3 de Novembro de 2006, Kyra Phillips entrevistou-o para a CNN. Phillips havia conhecido Buchwald desde que o entrevistara como estudante em 1989. A 22 de Novembro de 2006 Buchwald aparece novamente no programa de Diane Rehm descrevendo-se como um "cartaz para os hospitais - porque eu vivi."
Buchwald faleceu aos 81 anos falência por insuficiência renal na residência de seu filho, Joel, em Washington, D.C..

## Livros
- Paris After Dark (1950)
- Son of the Great Society (1961)
- Washington Is Leaking (1976)
- While Reagan Slept (1983)
- Leaving Home (Putnam, 1994)
- I’ll Always Have Paris (Putnam, 1995)
- I Think I Don’t Remember (Putnam, 1987)
- Stella in Heaven: Almost a Novel (Putnam, 2000)
- Beating Around the Bush (Seven Stories, 2005)
- Too Soon to Say Goodbye (2006)